# Liste des sites Natura 2000 du Calvados
Cet article recense les sites Natura 2000 du Calvados, en France.

## Statistiques
Le Calvados compte 23 sites classés Natura 2000. 18 bénéficient d'un classement comme site d'intérêt communautaire (SIC), 5 comme zone de protection spéciale (ZPS).

## Liste
| Site                                                      | Type | Superficie (ha) | Fiche     | Coordonnées                        | Photo |
| --------------------------------------------------------- | ---- | --------------- | --------- | ---------------------------------- | ----- |
| Ancienne carrière de la Cressonnière                      | SIC  | +0 0000,36      | FR2502006 | 49° 01′ 37″ nord, 0° 21′ 28″ est   |       |
| Ancienne carrière souterraine de Saint-Pierre-Canivet     | SIC  | +0 0002,        | FR2502013 | 48° 55′ 41″ nord, 0° 12′ 39″ ouest |       |
| Anciennes carrières de Beaufour-Druval                    | SIC  | +0 0003,01      | FR2502005 | 49° 12′ 38″ nord, 0° 01′ 08″ est   |       |
| Anciennes carrières d'Orbec                               | SIC  | +0 0004,5       | FR2502007 | 49° 01′ 08″ nord, 0° 24′ 08″ est   |       |
| Anciennes carrières de la vallée de la Mue                | SIC  | +00025,02       | FR2502004 | 49° 16′ 33″ nord, 0° 26′ 50″ ouest |       |
| Baie de Seine Orientale                                   | SIC  | +44 456,        | FR2502021 | 49° 22′ 16″ nord, 0° 07′ 50″ ouest |       |
| Bassin de la Druance                                      | SIC  | +05 737,        | FR2500118 | 48° 55′ 01″ nord, 0° 38′ 27″ ouest |       |
| Bassin de la Souleuvre                                    | SIC  | +02 089,        | FR2500117 | 48° 57′ 20″ nord, 0° 49′ 45″ ouest |       |
| Combles de l'église d'Amayé-sur-Orne                      | SIC  | +0 0000,05      | FR2502017 | 49° 05′ 08″ nord, 0° 26′ 17″ ouest |       |
| Combles de l'église de Burcy                              | SIC  | +0 0000,03      | FR2502016 | 48° 52′ 02″ nord, 0° 48′ 08″ ouest |       |
| Estuaire de la Seine                                      | SIC  | +10 931,        | FR2300121 | 49° 25′ 08″ nord, 0° 08′ 05″ est   |       |
| Haute vallée de la Touques et affluents                   | SIC  | +01 402,        | FR2500103 | 48° 56′ 19″ nord, 0° 17′ 49″ est   |       |
| Hétraie de Cerisy                                         | SIC  | +00987,         | FR2502001 | 49° 11′ 45″ nord, 0° 52′ 27″ ouest |       |
| Marais alcalin de Chicheboville-Bellengreville            | SIC  | +00154,         | FR2500094 | 49° 06′ 56″ nord, 0° 12′ 43″ ouest |       |
| Marais arrière-littoraux du Bessin                        | SIC  | +00359,         | FR2500090 | 49° 20′ 32″ nord, 0° 32′ 57″ ouest |       |
| Marais du Marais du Cotentin et du Bessin - Baie des Veys | SIC  | +29 270,        | FR2500088 | 49° 22′ 07″ nord, 1° 09′ 23″ ouest |       |
| Monts d'Éraines                                           | SIC  | +00319,         | FR2500096 | 48° 56′ 28″ nord, 0° 07′ 31″ ouest |       |
| Vallée de l'Orne et ses affluents                         | SIC  | +02 118,        | FR2500091 | 48° 54′ 35″ nord, 0° 27′ 28″ ouest |       |
| Basses vallées du Cotentin et baie des Veys               | ZPS  | +33 695,        | FR2510046 | 49° 21′ nord, 1° 09′ ouest         |       |
| Estuaire et marais de la Basse Seine                      | ZPS  | +18 840,        | FR2310044 | 49° 26′ 12″ nord, 0° 14′ 52″ est   |       |
| Estuaire de l'Orne                                        | ZPS  | +01 000,        | FR2510059 | 49° 16′ 00″ nord, 0° 13′ 00″ ouest |       |
| Falaise du Bessin Occidental                              | ZPS  | +01 200,        | FR2510099 | 49° 24′ nord, 0° 57′ ouest         |       |
| Littoral Augeron                                          | ZPS  | +21 420,        | FR2512001 | 49° 22′ 00″ nord, 0° 04′ 00″ ouest |       |